# Peter Augar
Peter Augar (* 26. März 1952) ist ein ehemaliger deutscher Fußballschiedsrichter. In der Funktion als Schiedsrichter-Assistent stand er auf der Liste der FIFA. Er kam in verschiedenen internationalen Wettbewerben zum Einsatz, überwiegend als Assistent des FIFA-Schiedsrichters Hellmut Krug.
Im Rahmen der Qualifikation für die Fußball-Weltmeisterschaft 1994 agierte Augar als Assistent Hellmut Krugs in den Spielen zwischen Ungarn und Griechenland (31. März 1993, Endstand 0:1) sowie im entscheidenden Spiel der Nordamerika-Gruppe zwischen Kanada und Mexiko (9. Mai 1993, Endstand 1:2), durch das Mexiko die Qualifikation für die Weltmeisterschaft sicherte; Kanada verlor im Relegationsspiel gegen Australien und verpasste die Qualifikation. Für die Weltmeisterschaft 1998 war er im Qualifikationsspiel zwischen Finnland und Ungarn (11. Oktober 1997, Endstand 1:1) als Assistent im Einsatz.
Darüber hinaus wurde Augar als Assistent auch im UEFA-Pokal, UI-Cup und der Champions League sowie bei der U-16-Europameisterschaft 1995 und der U-21-Europameisterschaft 1996 eingesetzt.
Als Schiedsrichter kam Augar auf keine Einsätze im Profifußball, er agierte in den 1990er Jahren als Schiedsrichter in der damals drittklassigen Regionalliga Nordost. Außerdem leitete er fünf Spiele im DFB-Pokal.